# Egotel gros
L'egotel gros (Aegotheles insignis) és una espècie d'ocell de la família dels egotèlids (Aegothelidae). Habita boscos poc densos de les muntanyes de Nova Guinea.